# Sven Strömberg (redaktionschef)
Sven Emil Strömberg, född 22 januari 1911 i Karlskrona, död 22 oktober 1986 i Göteborg, var en svensk tidningsman, som i yngre år även var aktiv som kortdistanslöpare. 

## Biografi
Sven Strömberg var son till styckjunkaren Alfred Strömberg och Ida Johansson. Han avlade examen vid Göteborgs handelsinstitut 1931 samt officersexamen 1940. Han var praktikant vid Svenska handelskammaren i Storbritannien 1933–1934. Från 1934 var han anställd vid Göteborgs-Posten, från 1936 som sportchef och från 1946 som redaktionssekreterare. Han var redaktionschef vid Göteborgs-Posten 1969–1976.
Strömberg var styrelseledamot i Örgryte IS från 1937 och ordförande där 1968–1974. Han var ordförande i Svenska Lions guvernörsråd 1961–1962 samt i Publicistklubbens västra krets 1969–1974. Han var även styrelseledamot i Svenska Friidrottsförbundet  från 1955.

## Familj
Sven Strömberg var gift två gånger, först från 1937 med Thora Johansson (1914–1962) och sedan från 1964 med Ingrid Skatt. Han hade två söner i första äktenskapet. Sven Strömberg är gravsatt på Kvibergs kyrkogård, Göteborg.

## Idrottskarriär
Strömberg vann SM på 400 m 1933 och 1934, tävlande för Örgryte IS. Vid de olympiska spelen i Berlin 1936 blev han utslagen i försöken på 400 meter men deltog i det svenska stafettlaget på 4x400 meter som kom femma.
Carl Eldhs skulpturgrupp Löparna, som finns i flera versioner, bland annat utanför Stockholms stadion samt i Gränna, avbildar Strömberg tillsammans med Lennart Strandberg, 1930-talets främste svenske sprinter.